# 横大路伸
横大路 伸（よこおおじ しん、1982年6月7日 - ）は、日本の男性俳優、監督、声優。血液型 O型。
円演劇研究所卒。演劇集団 円に所属していた。現在は、映像制作団体「cine colorista（シネ・カラリスタ）」所属。

## 出演作品

### 監督作品
映画
- LOVE ToRAIN -ラヴトレイン-（共同監督・脚本：伊藤陽佑）

web作品
- 【マイケル・ターカー来日】（2008年4月、脚本：一雫ライオン、演劇ユニット　東京深夜舞台）※動画作品

### テレビドラマ
- 水曜ミステリー9　鉄道警察官・清村公三郎　第3作（2006年11月15日、テレビ東京）
- 望郷の窓〜病と差別の真実〜（2006年12月2日、テレビ東京）

### 映画
- パプリカと傘（監督・脚本：伊藤陽佑）
- 母べえ（2008年1月26日、監督・脚本：山田洋次、松竹）

### 舞台
- 演劇集団円／円・こどもステージ『おばけリンゴ』（2005年12月18日 - 28日、シアターχ(カイ)）
- 演劇ユニット 立体再生ロロネッツ　第一回公演『ミシン』（2009年11月28日 - 29日、中野スタジオあくとれ）
- 劇団たいしゅう小説家第Present`s「愛のかたまり-Valentine-」（2010年2月8日 - 2月14日）
- 劇団たいしゅう小説家第Present`s「More than this-愛のかたまり-」（2010年6月16日 - 6月20日、＠萬劇場(大塚)）
- 劇団たいしゅう小説家第Present`s「愛のかたまり-summer-」（2010年7月14日 - 7月25日、＠萬劇場(大塚)）
- Space早稲田演劇フェスティバル2012特別企画第2弾:リーディング公演「あたしのビートルズ」（2012年9月20日 - 23日、Space早稲田）
- 月の終わりと始まりはシアター＃１「5月の忘れ残し」（2023年5月31日 - 6月3日、新宿at THEATRE）脚本・演出・出演

### テレビアニメ
2006年
- 結界師（不良）
- ゴーストハント（吉見靖高）

### 吹き替え
- ギャングスターズ 明日へのタッチダウン
- コレヒドール戦記（ショーティ・ロング）〔ドナルド・カーティス〕

### ドラマCD
- 勇者になるのも楽ぢゃない!?（ルークス・シルヴァリア）

### その他
- 青い鳥ことり なぜなぜ青い オリジナル・サウンドトラック
- 〈協力〉演劇ユニット 立体再生ロロネッツ　第三回公演『起きろよ、はる子』（参宮橋シアタートランスミッション）